# Aigues-Vives (Aude)
Aigues-Vives – miejscowość i gmina we Francji, w regionie Oksytania, w departamencie Aude. W 2013 roku jej populacja wynosiła 545 mieszkańców. 

## Zabytki
Zabytki w Aigues-Vives posiadające status Monument historique:
- Kościół Saint-Alexandre (fr. Église Saint-Alexandre)